# Нант-2 (кантон)
Нант-2 (фр. Nantes-2) — кантон во Франции, находится в регионе Пеи-де-ла-Луар, департамент Атлантическая Луара. Входит в состав округа Нант.

## История
В результате реформы 2015 года состав кантона не изменился.

## Состав кантона с 22 марта 2015 года
В состав кантона входят восточные кварталы города Нант.

## Политика
С 2021 года кантон в Совете департамента Атлантическая Луара представляют Омблин Аккарьон (Ombeline Accarion) (Европа Экология Зелёные) и бывший вице-мэр Нанта Давид Мартино (David Martineau) (Социалистическая партия).
|                | Кандидаты                     | Партия               | Первый тур | Первый тур     | Второй тур | Второй тур |
| Кол-во голосов | Кандидаты                     | Партия               | % голосов  | Кол-во голосов | % голосов  |            |
| -------------- | ----------------------------- | -------------------- | ---------- | -------------- | ---------- | ---------- |
|                | Омблин Аккарьон Давид Мартино | Левый блок ― Зелёные | 3 714      | 43,57          | 5 531      | 61,57      |
|                | Александра Моне Давид Д’Юр    | Разные правые        | 1 960      | 22,99          | 3 453      | 38,43      |
|                | Сильвани Дюваль Марк Лакост   | Вперёд, Республика!  | 1 637      | 19,20          |            |            |
|                | Сеголен Амьо Кевен Локе       | Непокорённая Франция | 1 214      | 14,24          |            |            |

|                | Кандидаты                          | Партия                  | Первый тур | Первый тур     | Второй тур | Второй тур |
| Кол-во голосов | Кандидаты                          | Партия                  | % голосов  | Кол-во голосов | % голосов  |            |
| -------------- | ---------------------------------- | ----------------------- | ---------- | -------------- | ---------- | ---------- |
|                | Франсуаза Амеон Давид Мартино      | Социалистическая партия | 4 287      | 35,88          | 6 230      | 57,13      |
|                | Жером Дюшен Стефани Леоте          | Правый блок             | 2 896      | 24,24          | 4 674      | 42,87      |
|                | Амаль Лабади Жюльен Субест         | Европа Экология Зелёные | 1 672      | 14,00          |            |            |
|                | Изабель Дарши Бенуа Дютертр        | Национальный фронт      | 1 667      | 13,95          |            |            |
|                | Анн Жаке Бернар Рино               | Разные правые           | 635        | 5,32           |            |            |
|                | Натали Блен Юбер Малинь            | Левый фронт             | 539        | 4,51           |            |            |
|                | Доминик Норваль Александр Эз-Зебру | Прочие                  | 251        | 2,10           |            |            |